# 莽山后棱蛇
莽山后棱蛇（学名：Opisthotropis cheni），一种分布于中国南方湖南、广东等地区的爬行动物，隶属于游蛇科后棱蛇属。本种是中国动物学家赵尔宓1999年根据蛇类专家陈远辉在湖南宜章莽山采集的标本描述发表，种加词取自陈远辉的姓氏。

## 形态特征
莽山后棱蛇是一种小形水栖蛇，全长500～600毫米，尾长占全长的五分之一左右。头部较小，与颈区分不明显。吻端扁平呈铲状。身体呈圆柱形，背面为暗橄榄色，体侧具有淡黄色横斑或点斑，左右横斑彼此交错或在背中线相连；腹面色白或偶有灰点斑。

## 保护
本种于2023年被收录入《有重要生态、科学、社会价值的陆生野生动物名录》。